# Drum național 2L
Der Drum național 2L (rumänisch für „Nationalstraße 2L“, kurz DN2L) ist eine Hauptstraße in Rumänien.

## Verlauf
Die seit 2004 zur Nationalstraße aufgestufte Straße zweigt in dem Stadtteil Tișița der Stadt Mărășești nach Nordwesten vom Drum național 2 (Europastraße 85) gegenüber der Einmündung des Drum național 24 (Europastraße 581) ab und folgt generell dem Lauf der Șușița flussaufwärts durch die Stadt Panciu bis Dragosloveni. Von dort aus verläuft sie über den Pasul Soveja (⊙; 1050 m) in das Tal der Putna und mündet bei dem Dorf Lepșa in den Drum național 2D.
Die Länge der Straße beträgt rund 77 km.